# التحالف العالمي لمناهضة احتلال فلسطين
التحالف العالمي لمناهضة احتلال فلسطين، ويُعرف اختصارًا بـ ساند، هو تحالف دولي شعبي تأسس في 25 يناير 2025 بمدينة إسطنبول، ويهدف إلى توحيد الجهود الدولية لمناهضة الاحتلال الإسرائيلي ودعم القضية الفلسطينية، من خلال التنسيق بين منظمات المجتمع المدني والنقابات والحركات التضامنية من أكثر من 30 دولة.

## التأسيس
أُعلن عن تأسيس التحالف العالمي لمناهضة احتلال فلسطين في 25 يناير 2025 بإسطنبول (تركيا)، حيث نظّم المؤتمر الشعبي لفلسطينيي الخارج مؤتمرًا دوليًا لهذا الغرض. جاء الإعلان ختام فعاليات لقاء شارك فيه ناشطون ومنظمات تمثل أكثر من 30 دولة. وقد تبلور التحالف استجابةً لما اعتُبر غيابًا للتحرك الدولي ضد انتهاكات الاحتلال، وبُنيت فكرته على مخرجات الحوار الوطني الفلسطيني الثاني الذي نظمه المؤتمر الشعبي في يونيو. تأسيس هذا التحالف رافق اتفاق وقف إطلاق النار في غزة يناير 2025 بعد عدوانٍ إسرائيلي دام نحو 470 يومًا، دفع بدعاة فلسطينيين في الخارج إلى توحيد الجهود الدولية لدعم القضية الفلسطينية.

## الأهداف
يتمحور هدف التحالف حول إنهاء الاحتلال الإسرائيلي لفلسطين والدفاع عن حق الشعب الفلسطيني في تقرير المصير، عبر توحيد الجهود الدولية الداعمة للقضية الفلسطينية. وأبرز البيان الختامي للتحالف أهدافه الرئيسية، والتي شملت:
- المساءلة الدولية: تقديم مرتكبي الجرائم الإسرائيلية إلى المحاكم الدولية.[1]
- تعزيز التضامن العالمي: تنظيم حملات ومظاهرات دولية تدعم الحقوق الفلسطينية.[1]
- فضح جرائم الاحتلال: نشر الوعي العالمي حول انتهاكات حقوق الإنسان المرتكبة في فلسطين.[1]
- التنسيق الإعلامي: توحيد الجهود الإعلامية لنشر الرواية الفلسطينية دوليًا.[1]
- المنصة الموحدة: إنشاء منصة عالمية تجمع الناشطين والمؤسسات من شتّى أنحاء العالم لتنسيق الجهود القانونية والدبلوماسية والشعبية ضد الاحتلال.[1]
- تحميل المجتمع الدولي مسؤولياته: الدفاع عن حقوق الفلسطينيين وحمايتهم وتأكيد حقهم في تقرير المصير.[1]

هذه الأهداف تتكامل مع رسالة التحالف المعلنة بتكثيف الجهود الدولية لتحقيق العدالة الدولية والضغط من أجل إنهاء الاحتلال الإسرائيلي.

## الهيكل والعضوية
يغلب على التحالف طابع التضامن الشعبي الواسع؛ فقد دعت إلى تأسيسه «المؤتمر الشعبي لفلسطينيي الخارج»، وهو تجمع للشتات الفلسطيني تأسس عام 2017 ويهدف إلى تفعيل دور الفلسطينيين في الخارج سياسيًا. شارك في إطلاق التحالف نخبة من الناشطين والشخصيات الدولية، ويشمل تحالفًا واسعًا من منظمات المجتمع المدني والهيئات الشعبية. ووفقًا لتصريحات منظميه، حضر المؤتمر التأسيسي ممثلون عن نحو 32 دولة، من بينهم مدنيون وبرلمانيون وأعضاء نقابات عمالية واتحادات طلابية وجمعيات أهلية. ومن الشخصيات البارزة التي أشارت التقارير إلى مشاركتها تنظيمياً كل من سري زعيتر (رئيس اللجنة التحضيرية) وزياد العالول (متحدث باسم المؤتمر الشعبي)، إلى جانب كفاءات فلسطينية وعربية ودولية أخرى. أعلن المنظمون أن التحالف سيكون كيانًا مستقلًا بعد الإعلان الرسمي، وسينضم إليه عدد من المؤسسات الدولية التي ترغب في الانضمام، بحيث يغطي جغرافية واسعة حول العالم.
يُدار التحالف بشكل مستقل عن الأحزاب والحكومات، ويضم شبكات من منظمات المجتمع المدني، ونقابات عمالية، واتحادات طلابية، وشخصيات عامة وحقوقيين. ويُعتبر امتدادًا دوليًا للمبادئ التي أرساها المؤتمر الشعبي لفلسطينيي الخارج منذ تأسيسه عام 2017 في إسطنبول.

## الأنشطة
قام التحالف منذ تأسيسه بالمشاركة في عدد من الفعاليات والحملات التضامنية العالمية مع غزة وفلسطين. من أبرزها دعمه للحملة المعروفة باسم «المسيرة العالمية من أجل غزة» أو مسيرة الصمود، والتي ضمت آلاف المتضامنين الدوليين من أكثر من 50 دولة، واتجهت سيرًا نحو معبر رفح لكسر الحصار عن القطاع. وقد ناشد التحالف السلطات المصرية تسهيل دخول وفود التضامن هذه إلى معبر رفح، مؤكّدًا على الطابع السلمي والإنساني لهذه المبادرة. وأعلن التحالف أن هدف التحرك هو «المطالبة برفع الحصار وفتح المعابر لإدخال المساعدات الغذائية والطبية العاجلة إلى أكثر من مليوني فلسطيني يعانون ظروفًا إنسانية كارثية». كما عمل التحالف على تنسيق جهود القوافل التضامنية العابرة للقارات (مثل قوافل برية انطلقت من تونس والجزائر والمغرب وليبيا وموريتانيا) والتي حملت متضامنين ومساعدات لكسر الحصار عن غزة. بالإضافة إلى ذلك، يشجع التحالف ويشارك في تنظيم مظاهرات ووقفات تضامنية عالمية في عواصم ومدن عدة، بالتنسيق مع حركات جماهيرية ونشطاء مؤيدين للقضية الفلسطينية.

## المواقف القانونية
يتبنّى التحالف مواقف سياسية واضحة تصف سياسات الاحتلال الإسرائيلية بأنها تنطوي على «عقاب جماعي» و«تطهير عرقي» وترى أن الحصار يشكل جريمة إبادة جماعية بحق الفلسطينيين. وأعلن التحالف دعمه للموقف المصري الرسمي الرافض لممارسات الإبادة، مؤكدًا أن مصر ليست شريكة في الحصار بل تقف إلى جانب الشعب الفلسطيني. وشدّد في بياناته على وجوب رفع الحصار وفتح المعابر أمام المساعدات الإنسانية. كما يطالب التحالف بتحكيم القانون الدولي عبر محاكمة قادة الاحتلال على جرائم الحرب التي ارتكبوها، بما يتسق مع أهدافه المعلنة بشأن المساءلة الدولية. ومن جهته، صرّح رؤساء التحالف والقائمون عليه أن الاحتلال «هو أساس المشكلة» في المنطقة، وأن إنهاءه هو الهدف الأسمى للحركة الشعبية العالمية الداعمة لفلسطين. وقد تبنى التحالف في رسائله عدم التنازل عن حق العودة وحقوق الشعب الفلسطيني المشروعة، كما رفض أي مساس بوحدة الأرض الفلسطينية أو تهجير سكانه.

## البيانات والوثائق الرسمية
أصدر التحالف بيانات صحفية يعلن فيها مواقفه ويدعم حملاته التضامنية. فقد نشر بيانًا طالب السلطات المصرية بتسهيل دخول المتضامنين من 54 دولة إلى غزة ضمن «المسيرة العالمية»، مشيرًا إلى أن هذه المبادرة تعبّر عن ضمير عالمي حي يقف في وجه الظلم. كما أورد في بياناته أهداف المسيرة (رفع الحصار وإيصال المساعدات العاجلة). وفي ختام المؤتمر التأسيسي، صدر بيان ختامي أشار إلى استخدام كافة الوسائل المتاحة لتفكيك الاحتلال غير القانوني، والذي وردت مقاطع منه مذكورة آنفًا ضمن الأهداف. لم يصدر حتى الآن (حسب مصادر الإعلام المتاحة) وثيقة معلنة صريحة مثل ميثاق أو لائحة داخلية، ولكن تعتمد أنشطة التحالف على هذا البيان الختامي ومنشورات المؤتمر الشعبي المصاحب لإطلاقه.

## الروابط والتعاون الدولي
يحافظ التحالف على شبكات واسعة من التعاون مع حركات تضامن دولية ونقابات وهيئات مؤيدة للقضية الفلسطينية. فهو يُعدّ بمثابة مظلّة تنسيقية تجمع فعاليات ونشطاء من مختلف قارات العالم. وقد شارك في لقاءات إطلاقه ممثلون عن اتحاديات طلابية ونقابات عمالية دولية، إلى جانب نواب برلمانيين ووجوه مدنية من عشرات الدول كما يتعاون مع مبادرات مثل قوافل التضامن العالمية و«أسطول الحرية» البحري وغيره من الحملات الشعبية لكسر الحصار. ويحرص التحالف على تنسيق الجهود الإعلامية والقانونية بين هذه الكيانات، مستثمراً بذلك الحراك الشعبي الدولي الداعم لفلسطين بعد التصعيد العسكري في غزة.

## التغطية الإعلامية
حظي التحالف بتغطية واسعة في وسائل الإعلام العربية والدولية، حيث نشرت شبكة الجزيرة وثائقًا وأخبارًا عنه. كما تناولته صحف ومواقع إخبارية مثل «عربي 21» و«الشروق أونلاين» و«لبنان ديبايت» وغيرها، مشيرة إلى دور المتضامنين الأجانب وتوجهاتهم. وأظهرت التقارير أن آلاف المتابعين ساندوا مسيرة التضامن عبر مواقع التواصل، كما شارك بعض السياسيين الأوروبيين والناشطين العالميين في دعمه. وفي المقابل، قوبلت أنشطة التحالف أحياناً بردود فعل محلية متباينة: فقد انتقد إعلاميون مصريون (منهم أحمد موسى) قافلة التضامن، فيما ردّ عليها التحالف والأكاديميون المؤيدون بوصفها واجبًا إنسانيًا ودينيًا. بشكل عام، يعكس تفاعل الجماهير مع التحالف تناميَ التضامن الشعبي مع القضية الفلسطينية، إذ اعتُبر خطوةً نوعية في مسار دعم فلسطين.